# Hans von Linprun
Hans Eduard Dominikus Ritter von Linprun (* 7. August 1907 in Rothenburg ob der Tauber; † 15. September 1978) war ein deutscher Maler.

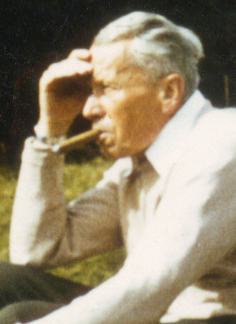
Hans von Linprun

## Leben
Hans war das zweite von vier Kindern des bayerischen Bezirksamtsassessors Hermann Ritter von Linprun (1872–1911) und dessen Ehefrau Else, geborene Dietsch (* 1882). Aufgewachsen in Rothenburg ob der Tauber siedelte Hans von Linprun 1926 nach München um und schrieb sich für zwei Semester bei Julio an der Kunstgewerbeschule ein. 1928 wechselte er von der Kunstgewerbeschule an die Akademie der Bildenden Künste München und war dort Schüler von Karl Caspar.
1929 wurde Hans von Linprun in den „Wirtschaftlichen Verband bildender Künstler“ aufgenommen. 26. Januar 1932 erhielt er eine Belobung vom Akademischen Kollegium (AdBK) für die Bearbeitung der Preisaufgabe 1931/32 „Mensch und Tier“. Vom Staatsministerium für Unterricht und Kultus wurde ein Empfehlungsschreiben zur möglichsten Förderung durch die Behörden der Länder (Bulgarien, Jugoslawien, Griechenland und Albanien) am 1. Juli 1932 ausgestellt, das die Gewährung von Erleichterungen bei der Einreise und beim Aufenthalt befürwortet.
1934 heiratete Hans von Linprun die Baronesse Elisabeth von Crailsheim aus Rödelsee. Aus der Ehe entstammen vier Kinder.
1936 wurde ihm in Nürnberg eine Professorenstelle angeboten, die er jedoch ausschlug, da mit dem Beamtentum ein Beitritt in die Partei verbunden gewesen wäre. Hans von Linprun nahm mehrfach an der Großen Deutschen Kunstausstellung im Haus der Kunst in München teil. 1941 übernahm er die Gestaltung der Ausstellung "Großdeutschland und die See" in München und die Herstellung von fünf Wandkarten nach Vorlagen (Fertigstellung fix zum 25. August 1941; Honorar 3000,- RM).
Während des Zweiten Weltkriegs 1940 bis 1945 war er als Kriegsmaler u. a. in Russland unterwegs. Ab 4. April 1945 war er als Krankenträger bei der Wehrmacht des Deutschen Reiches tätig.
1946 bis 1947 fertigte er ein Deckenfresko in der Marienkapelle auf dem Rennenberg bei Oberveischede an. Ab 1950 übte Hans von Linprun eine Tätigkeit als Kunsterzieher am Wilhelmsgymnasium München aus.
Am 15. September 1978 starb er durch einen Autounfall auf der Bundesstraße nach Ehrwald, nach einer Bergwanderung (Österreich-Hindelwangen), im Loisachtal unter dem alten Zugviadukt.

## Werk

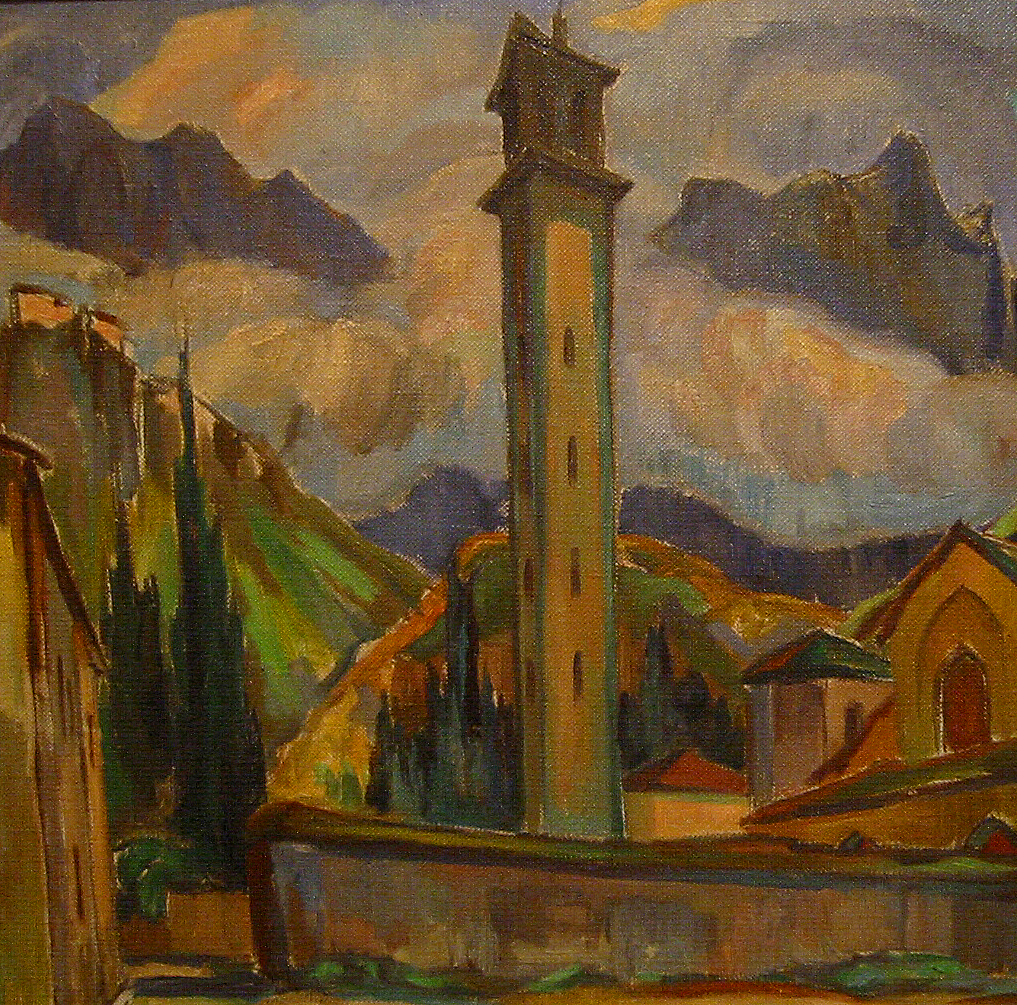
Chiavenna-Bergell, Italien, Öl auf Leinwand, ca. 1960, 60 × 80 cm

Hans von Linprun ist den Künstlern der sogenannten „Verschollenen Generation“ zuzurechnen, ein Begriff, den der Kunsthistoriker Rainer Zimmermann geprägt hat.
Das künstlerische Œuvre Hans von Linpruns umfasst in erster Linie Landschaftsbilder, in denen Häuserfassaden wie Berg- und Baummotive gleichermaßen zur Geltung kommen.
Die frühen Bilder aus den Anfangsjahren lassen eine Erinnerung an die Werke klassischer Maler wach werden, die in Kolorit und stimmungshaftem Ausdruck mit den gewaltigen Wolkenarrangements eines John Constable etwa, oder der romantisch verklärten Idylle einer Schäferszene zu vergleichen sind.
Bei den Ölbildern der mittleren Schaffensperiode, ungefähr ab den 60er Jahren, fällt vor allem die kräftige Farbigkeit der Landschaften ins Auge. Es ist anzunehmen, dass es sich hierbei um eine möglichst realistische, naturgetreue Farbwahl handelt, die nicht, wie bei den Impressionisten, in viele, dicht nebeneinander liegende Nuancierungen zerlegt oder gar, wie bei den Expressionisten, ins Überrationale gesteigert wird.
Auch wenn die Bilder einen kräftigen Farbeindruck hinterlassen, dominieren meist die warmen erdnahen Farbtöne. Die Farbigkeit der Bilder unterliegt nicht der eigenwilligen künstlerischen Farbmischung, sondern der Auswahl des Objekts. Als anschauliches Beispiel wären hier die roten Häuser des nahe der Stadt Albi gelegenen Dorfes in Südfrankreich mit dem dort typischen Vorkommen rotbraunen Sandbodens zu nennen. Die Farbkomposition entspringt nicht der Phantasie des Künstlers, sondern der vorgegebenen realen Umgebung. Die Besonderheit liegt demnach an der genau kalkulierten Auswahl des Motivs.
Es fällt auf, dass diese Motivwahl nicht wie ein spontaner Entscheidungsprozess abgelaufen sein muss, sondern wohlüberlegt nach Sonneneinstrahlung, Witterungsverhältnissen, Blickwinkel zum Objekt und vielen anderen Kriterien stattgefunden hat. Darüber hinaus ist festzustellen, dass keinerlei Anzeichen von Leben in den Werken der mittleren Schaffensperiode anzutreffen ist. In den Städten Hans von Linpruns sind keine Menschen zu sehen, weder gespannte Wäscheleinen, noch Autos oder Fuhrwerke, geschweige denn Katzen oder Hunde. Geradezu steril präsentieren sie sich dem Betrachter.
Auch Schiffe liegen regungslos im Hafen verankert. Es hat den Anschein, als ginge kein Wind, keine Welle, die gegen das Ufer schlägt.
Bei den Arbeiten der späteren Schaffensphase dominieren zunehmend kühlere Farben das Erscheinungsbild des Werkes. Helle Blautöne spiegeln karge schroffe Felswände wider. Grashänge sind nicht in saftig kräftigem Grün dargestellt, sondern in hellfahlem Beigebraun. Graue Flächen lassen Berggipfel bedrohlich erscheinen. Auffallend auch hier, dass kein Leben zu existieren scheint; sogar die Bäume – abgesehen von den Tannen – sind dürre, starre Gerippe.

## Auszeichnungen
1936 Stipendium aus der Albrecht-Dürer-Stiftung (Graphik); zum 8. Mal verliehen (aus den Bewerbungen von 150 Künstlern wurden 10 ausgewählt)

## Ausstellungen (Auswahl)
- 1930: Deutsche Kunstausstellung, Glaspalast, München
- 1931: Deutsche Kunstausstellung, Glaspalast, München
- 1937: Große Deutsche Kunstausstellung, Haus der Kunst, München
- 1938: Große Deutsche Kunstausstellung, Haus der Kunst, München
- 1985: Bilder von Russland und Jugoslawien 1941–1945, Bürgerhaus, Bad Tölz
- 2004: Hans von Linprun, Altes Rathaus, Viechtach

## Öffentliche Sammlungen
- Zentralinstitut für Kunstgeschichte, München

## Öffentliche Arbeiten

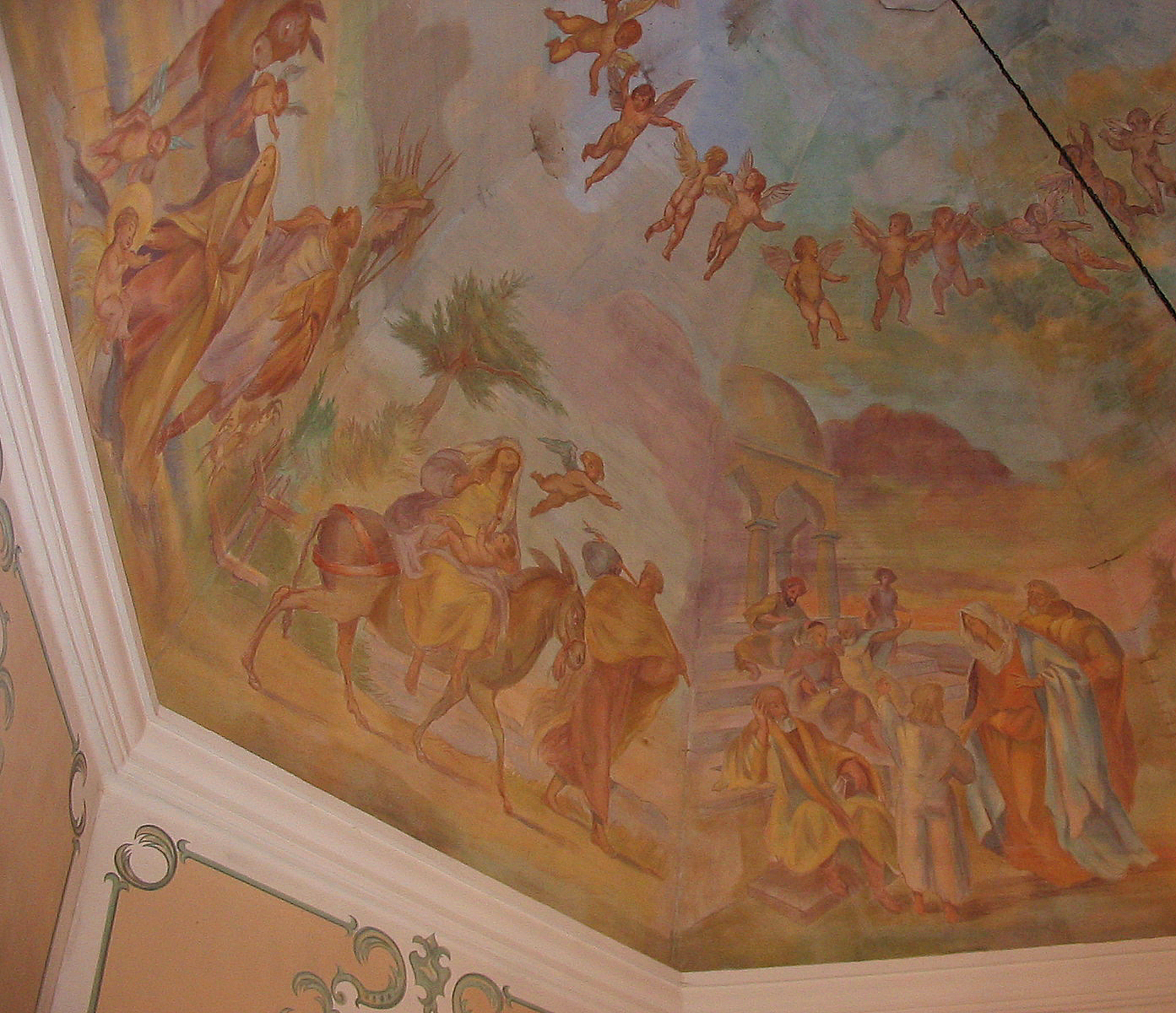
Ausschnitt Deckenfresko Marienkapelle auf dem Rennenberg, Oberveischede

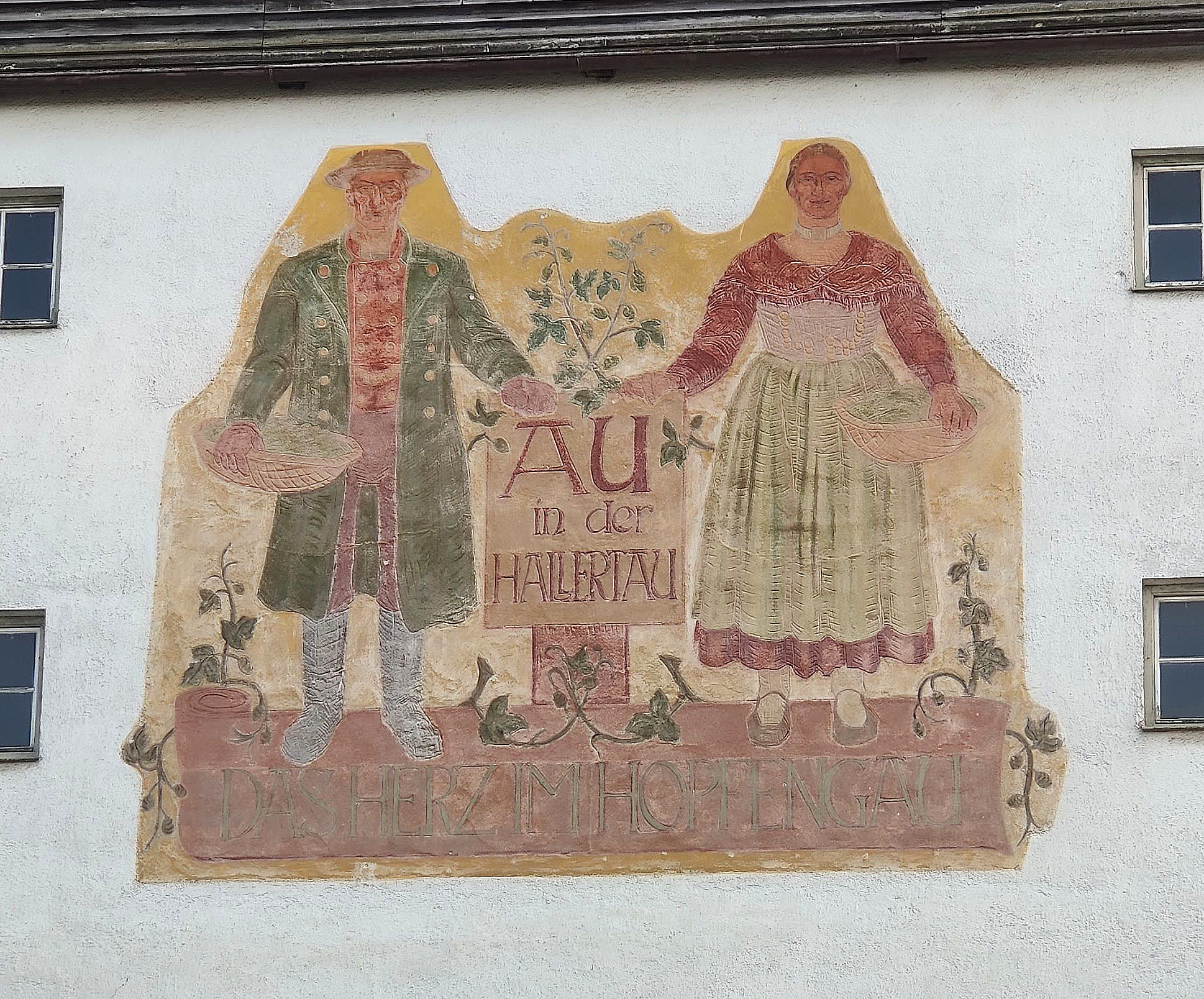
Teil des Freskos Hopfenhalle in Au in der Hallertau

- 1938: Fassadenbemalung des Gasthofes am Gries in Mittenwald
- 1938: Fünf 4 Meter große Fresken an der Hopfenhalle in Au in der Hallertau. Die Fresken zeigen Bauern, Bäuerinnen, Hopfenmeister mit Hopfenstange und Zupferin. Dazu ein breites Band mit der Inschrift „Au i. d. Hallertau, das Herz im Hopfengau“.
- 1941: Fresko-Ausschmückung der vier Uhren in den Hallen des Rotkreuz-Umbaues in der Nymphenburgerstr. 148, München
- 1946: Wandmalereien in der Kapelle der Universitäts-Nervenklinik (vermutlich befand sich Klinik damals noch in der Füchsleinstraße), Würzburg
- 1947: Deckenfresko in der Marienkapelle auf dem Rennenberg, Oberveischede
- 1948: Bilder für Innenraumgestaltung des Gasthaus Chinesischer Turm, München
- 1964: Fresko an einem Privathaus, München